# Eyguemarse
L'Eyguemarse est une rivière du Sud-Est de la France qui coule dans les deux départements de la Drôme et accessoirement du Vaucluse, en régions Auvergne-Rhône-Alpes, et accessoirement Provence-Alpes-Côte d'Azur. Elle est un affluent de l'Ouvèze et donc un sous-affluent du Rhône.

## Géographie
De 16 km de longueur, l'Eyguemarse prend sa source à l'ouest de la commune de Rochebrune, à 924 m d'altitude, en dessous du Col Saint Vincent (995 m).

Sur cette partie haute, il est dénommé le ruisseau des Prades.
En 1891, la rivière est dite prendre sa source sur la commune d'Ollon (distincte à l'époque).
Il coule vers l'ouest sur la commune de Bénivay-Ollon et s'appelle l'Eyguemarse. Il passe au sud sur la commune de Propiac où il conflue avec le ruisseau de Beauvoisin.

En aval, il prend le nom de ruisseau d'Aygue Marce en délimitant les communes de Mollans-sur-Ouvèze et Mérindol-les-Oliviers, puis de Mollans et Faucon. 
Il rejoint l'Ouvèze en rive droite à Mollans-sur-Ouvèze, à 251 m d'altitude.

En 1891, il est dit se jeter dans le Thoulourenc après un parcours de onze kilomètres. Sa largeur moyenne est de 25 m, sa pente de 275 m, son débit ordinaire de 0,20 m3, extraordinaire de 150 m3.

## Hydronymie

### Attestations
- 1703 : Eau marce (archives de la Drôme, E 2689)[3].
- 1710 : Eau marze (archives de la Drôme, E 2691)[3].
- 1891 : Aigues-Marses, rivière des communes distinctes d'Ollon, Beauvoisin, Bénivay, Propiac, Mérindol et Mollans[3].
- Avant 2020[réf. nécessaire] : l'Eyguemarse (commune de Bénivay-Ollon)[2].
- Avant 2020[réf. nécessaire] : Ruisseau d'Aygue Marce (communes de Mérindol-les-Oliviers, Mollans-sur-Ouvèze et Faucon)[2].

## Communes et cantons traversés
Dans les deux départements de la Drôme et de Vaucluse, l'Eyguemarse traverse les sept communes suivantes, de l'amont vers l'aval, de  Rochebrune (source), Beauvoisin, Benivay-Ollon, Propiac, Merindol-les-Oliviers, Faucon, Mollans-sur-Ouvèze (confluence).
En 1891, la rivière Aigues-Marses est dite traverser les communes distinctes d'Ollon, Beauvoisin, Bénivay, Propiac, Mérindol et Mollans.

## Affluents
L'Eyguemarse a onze affluents référencés dont :
- le ruisseau des Jonchiers avec cinq affluents et un sous-affluent
- le ravin de Saint-Bertrand avec deux affluents.

Le rang de Strahler est donc de trois.